# Wesoła (Warschau)
Wesoła is een stadsdeel van Warschau, de hoofdstad van Polen.

## Wijken
- Groszówka
- Plac Wojska Polskiego
- Stara Miłosna

- Wesoła-Centrum
- Wola Grzybowska
- Zielona Grzybowska

Bemowo · Białołęka · Bielany · Mokotów · Ochota · Praga · Rembertów · Śródmieście ·
Targówek · Ursus · Ursynów · Wawer · Wesoła · Wilanów · Włochy · Wola · Żoliborz